# 维罗妮卡·约科·普莱巴尼
维罗妮卡·约科·普莱巴尼（義大利語：Veronica Yoko Plebani；1996年3月1日—）是意大利残疾人奥林匹克运动员，曾参加滑雪、皮划艇和铁人三项比赛。其曾在2020年东京残奥会女子铁人三项PTS2级比赛获得铜牌。

## 生平
普莱巴尼于1996年3月1日在布雷西亞省加瓦尔多出生，后迁居帕拉佐洛苏洛廖。童年时受父亲影响，她开始学习各种体育项目，例如舞蹈、体操、田径和滑雪。
2011年4月27日，普莱巴尼患上脑膜炎，失去了手脚上的部分趾骨。出院后不久，她在11月参加了紐約馬拉松赛前一天的五公里赛，同蒙扎马拉松队的28名选手一起冲过终点线。期间，她加入“art4sport”团队，操练滑雪及皮划艇。普莱巴尼持有博洛尼亚大学政治科学学位。
普莱巴尼参加了索契冬残奥会的滑雪比赛和里约残奥会的皮划艇比赛。2017年，普莱巴尼转投铁人三项，并参加了当年的ITA全国残疾人铁人三项锦标赛和贝桑松国际铁人三项联盟残疾人铁人三项世界杯，获得金牌。

## 参赛成绩
| 残疾人滑雪     |          |            |    |              |         |
| 2014           | 冬残奥会 | 索契       | 11 | 单板越野滑雪 | 3:42.34 |
| 残疾人皮划艇   |          |            |    |              |         |
| 2016           | 夏残奥会 | 里约热内卢 | 6  | KL3          | 52.802  |
| 残疾人铁人三项 |          |            |    |              |         |
| 2021           | 夏残奥会 | 東京都     | 3  | PTS2         | 1:15.55 |
| 2024           | 夏残奥会 | 巴黎       | 2  | PTS2         | 1:15.37 |